# Pfarrkirche Schiefling am Wörthersee

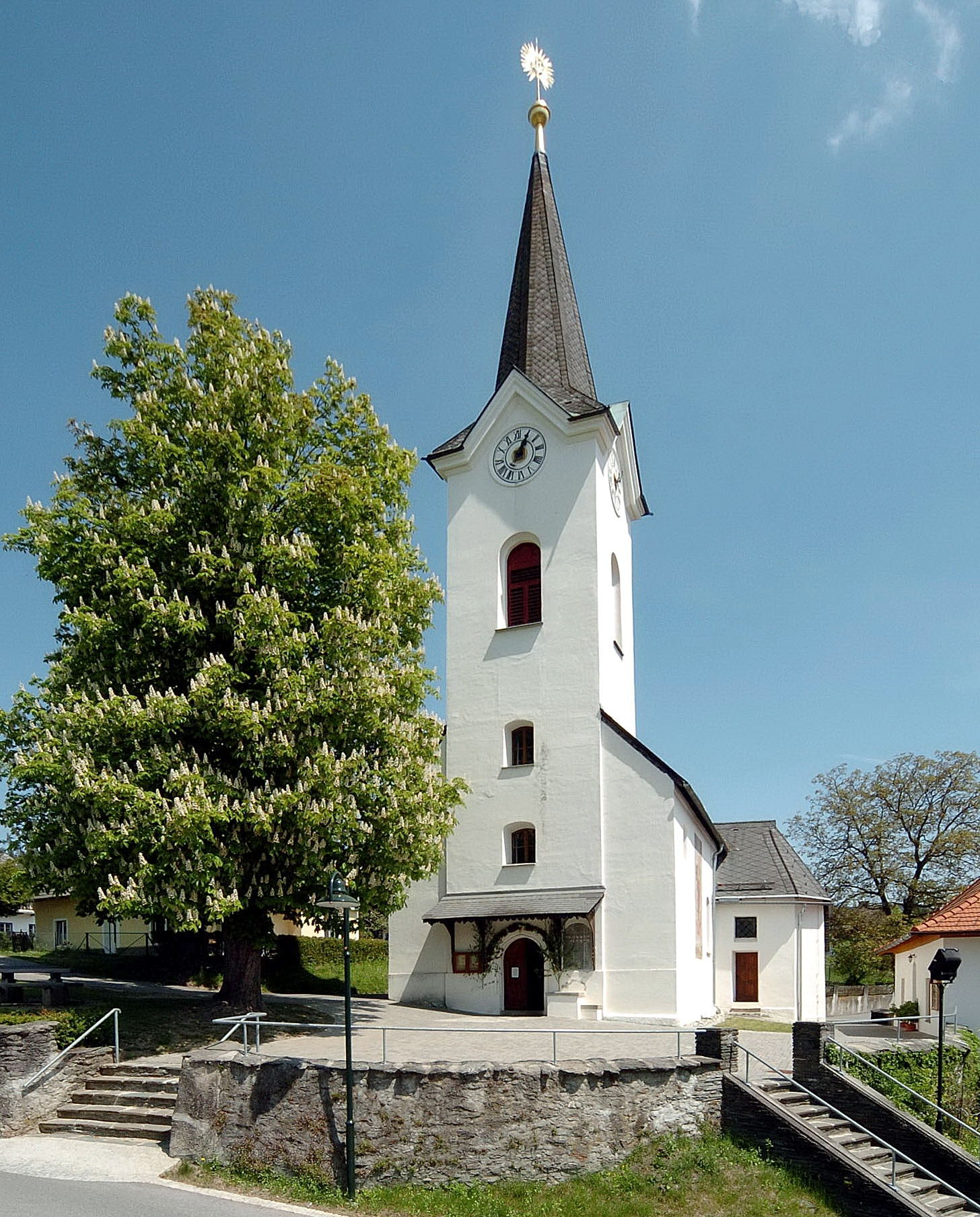

Die römisch-katholische Pfarrkirche Schiefling am Wörthersee in der gleichnamigen Gemeinde ist dem Erzengel Michael geweiht. Ein Gotteshaus in Schiefling wurde erstmals 1369 als Florianikapelle erwähnt. Der Patrozinienwechsel erfolgte wohl im 17. Jahrhundert beim Neubau der Kirche. Schiefling war ursprünglich eine Filiale von Maria Wörth und wurde 1788 eine Kuratie.

## Baubeschreibung
Das Gotteshaus ist eine barocke Saalkirche mit einem um 1900 errichteten, westlichen Fassadenturm. Der stark eingezogene Chor endet in einer halbrunden Apsis. An der Südseite sind eine Florianikapelle und eine Sakristei angebaut. Man betritt die Kirche durch ein erneuertes Rundbogenportal.
Im dreijochigen Langhaus ruht ein Tonnengewölbe mit Stichkappen auf Wandpfeilern. Der Chor und die Florianikapelle besitzen ein gratiges Kreuzgewölbe. Der Triumphbogen und der Scheidbogen zur Florianikapelle sind Rundbögen. Die geschwungene, barocke Westempore aus Holz steht auf zwei Rundsäulen. An der Brüstung mit um 1725 entstandenem Laubbanddekor befindet sich ein herzförmiges Bild der heiligen Helena. Die Orgel baute 1884 Franz Coleric aus Ferlach. Unter der Empore steht ein Taufstein aus Marmor mit einem geschnitzten Aufsatz vom Anfang des 19. Jahrhunderts. Die 1906 von der Firma Geyling aus Wien gefertigten Glasfenster im Chor stellen die Heiligen Ursula, Michael und Anna dar.

## Einrichtung
Der neobarocke Hochaltar entstand um 1850. Er trägt eine von Josef Kögler gefertigte Figur des Erzengels Michael sowie um 1850 entstandene Statuen der Heiligen Josef und Johannes Nepomuk.
Den linken Seitenaltar baute 1878 Franz Ozbic aus Kunststein. Der Altarblock wird von zwei Säulen mit korinthischen Kapitellen begrenzt. Darüber befinden sich vorragendes Gebälk und ein Segmentbogenabschluss mit einer 1878 von Jakob Gschiel gefertigten Skulptur der Maria Immaculata.
Der spätbarocke Florianialtar wurde 1878 mit vom Grödner Bildhauer Ferdinand Demetz geschnitzten Figuren der Heiligen Apollonia, Barbara und Florian ausgestattet.
Die Kanzel aus der Mitte des 18. Jahrhunderts zeigt an den Brüstungsfeldern die gemalte Darstellung der vier Evangelisten.
Die Kreuzwegbilder im Stil der Nazarener lieferte 1913 die Firma Heindl aus Wien.